# Az Európai Unióról szóló szerződés 7. cikke
Az Európai Unióról szóló szerződés 7. cikke szabályozza az eljárást, amellyel az Európai Unió értékeit súlyosan és tartósan megsértő tagállam egyes jogai, beleértve a tagállam kormányának képviselőjét a Tanácsban megillető szavazati jogot, felfüggeszthetők.

## Az Európai Unió értékei
Az Európai Unió értékeit a szerződés 2. cikke tartalmazza: „Az Unió az emberi méltóság tiszteletben tartása, a szabadság, a demokrácia, az egyenlőség, a jogállamiság, valamint az emberi jogok – ideértve a kisebbségekhez tartozó személyek jogait – tiszteletben tartásának értékein alapul. Ezek az értékek közösek a tagállamokban, a pluralizmus, a megkülönböztetés tilalma, a tolerancia, az igazságosság, a szolidaritás, valamint a nők és a férfiak közötti egyenlőség társadalmában.”

## Az eljárás tartalma
Az eljárást a Tanács, az Európai Parlament vagy az Európai Bizottság kezdeményezheti.
Az Európai Unió értékeinek súlyos és tartós megsértését a Tanács egyhangú döntéssel állapíthatja meg.

## Alkalmazása
Az Európai Unió eddig két tagállammal szemben indított 7. cikk szerinti eljárást: 
- 2017. decemberben a Bizottság kezdeményezte az eljárást Lengyelországgal szemben, a bíróságok függetlenségét sértő jogszabályok miatt. A 2023-as lengyelországi parlamenti választás után az új kormány intézkedéseket hozott a bíróságok függetlenségének helyreállítására. Ezután 2024. májusban a Bizottság megszüntette az eljárást.[1][2]
- 2018. szeptemberben a Parlament – a Sargentini-jelentés elfogadásával – kezdeményezte az eljárást Magyarországgal szemben, számos okra hivatkozva az alkotmányos rendszer megváltoztatásától a korrupción át a menekültek helyzetéig.

## Kapcsolódó eljárás
Az Európai Unió 2020. decemberben elfogadta az uniós költségvetés védelméről szóló általános feltételrendszert, amely az Európai Unióról szóló szerződés 2. cikkében rögzített értékek egyikéhez, a jogállamisághoz köti az uniós források felhasználását.

## Fordítás
- Ez a szócikk részben vagy egészben  az   Article 7 of the Treaty on European Union című angol Wikipédia-szócikk fordításán alapul.  Az eredeti cikk szerkesztőit annak laptörténete sorolja fel. Ez a jelzés csupán a megfogalmazás eredetét és a szerzői jogokat jelzi, nem szolgál a cikkben szereplő információk forrásmegjelöléseként.